# Joaquim Borràs Compte
Joaquim Borràs Compte (Reus, 9 de gener de 1804 - 14 de març de 1860) va ser un comerciant, propietari i polític català.
Era fill de Francesc de Paula Borràs, un dels comerciants més importants de Reus en la seva època, liberal convençut, i que va ser detingut pels absolutistes el 1814, germà de Josep Borràs i de Bofarull, comerciant i cònsol dels Estats Units a Barcelona. La mare de Joaquim Borràs era Gertrudis Compte, filla de Rafael Compte un impressor molt conegut a Reus. Dedicat a la política, va ser Diputat a Corts l'any 1837, per Tarragona, i els anys 1850, 1851, 1853 i 1857 per València.
L'advocat i jutge aragonès Mariano Escartín explica que el 1847 va ser responsable de l'operatiu que va detenir i jutjar dues persones acusades de segrestar i cobrar un rescat pel segrest del diputat Joaquim Borràs Compte, que llavors era vicepresident de la delegació a Reus de la Junta de Comerç de Barcelona. Va ser també director a Reus de l'oficina del Banc de Barcelona i vicecònsol d'Anglaterra i Holanda a la seva ciutat. Estava en possessió de títol de Cavaller de l'Orde de Carles III.